# Port lotniczy Bahawalpur
Port lotniczy Bahawalpur (IATA: BHV, ICAO: OPBW) – międzynarodowy port lotniczy położony w mieście Bahawalpur, w prowincji Pendżab, w Pakistanie.

## Linie lotnicze i połączenia
- Pakistan International Airlines[2] (Dubaj, Islamabad, Karaczi, Lahaur)